# Árpád von Nahodyl
Árpád von Nahodyl Neményi (* 8. Februar 1958 in Köln) ist ein deutscher Autor und Politiker (AfD, zuvor Grüne). Seine Veröffentlichungen befassen sich unter anderem mit Themen wie germanischer Mythologie, Esoterik, Divination und Adel. Er trat jahrzehntelang unter dem Pseudonym Géza von Neményi auf, unter dem er auch Bücher zum Neuheidentum veröffentlichte. 1985 gründete er den Verein Heidnische Gemeinschaft e. V. Zeitgleich kam es im Berliner Vorläufer der Partei Die Grünen, der Alternativen Liste für Demokratie und Umweltschutz, zu Auseinandersetzungen um von Nahodyl Neményi, Vorstandsmitglied im Berliner Landesverband der Grünen, seinen Bruder Andor und Michael Pflanz, Vorsitzender des Berliner Schiedsgerichts der Grünen. Im Jahr 1991 gründete er die Germanische Glaubens-Gemeinschaft e. V., deren Leiter und religiöses Oberhaupt er unter der Selbstbezeichnung Allsherjagode ist.
Als AfD-Kommunalpolitiker ist er seit 2019 Stadtverordneter von Bad Belzig.

## Leben
Der in Berlin aufgewachsene von Nahodyl befasste sich seit seiner Jugend mit Esoterik und Magie. An der Universität der Künste Berlin legte von Nahodyl einen Hochschulabschluss in visueller Kommunikation ab.
Von Nahodyl nennt sich mit Verweis auf seine adligen Wurzeln von einem Zweig von Náchod Baron, seine Vorfahren stammen aus Mähren. Er ist mit Catrin Daniela von Nahodyl verheiratet und lebt seit 1999 im brandenburgischen Bad Belzig.

### Neuheidentum
Nach eigenen Angaben kam der katholisch erzogene von Nahodyl 1982 zum germanischen Neuheidentum durch die Beschäftigung mit den Büchern des Runenesoterikers Karl Spiesberger und des Mythologen Johann Wilhelm Ernst Wägner.

Kennzeichen der Germanischen Glaubens-Gemeinschaft mit Sonnenkreuz und Thorshammer

Im Jahr 1985 gründete von Nahodyl den Verein Heidnische Gemeinschaft e. V. Nach seinem Austritt folgte 1991 die Gründung der Germanischen Glaubens-Gemeinschaft e. V. (GGG), die sich als Nachfolgerin der von dem Dichter und Maler Ludwig Fahrenkrog gegründeten und bis 1964 existenten gleichnamigen Germanischen Glaubens-Gemeinschaft sieht.
Im Juni 2003 veröffentlichte von Nahodyl als Leiter der GGG eine Erklärung über „Aufgabe und Sinn der Institution Allsherjargode“ und erhob hierbei einen Führungsanspruch innerhalb des „traditionellen germanischen Heidentums in Deutschland“. Dies „stieß innerhalb der Neuheidenszene auf erbitterten Widerstand und hatte heftige Kontroversen zur Folge, die … vorwiegend im Internet ausgetragen wurden“, so die Evangelische Zentralstelle für Weltanschauungsfragen.
Seit 2021 führt er zudem unter dem Namen „Allsherjargode“ einen Youtube-Kanal, wo er sich in Videos zu verschiedenen Themen des Heidentums äußert.

## Veröffentlichungen
In seinen Publikationen sowie Beiträgen im Internet vertritt Nahodyl Neményi die Slawenlegende. Er geht davon aus, dass es sich bei den Slawen um keine eigene ethnische Gruppe handelt, sondern um ostgermanische Völker, deren Götter er daher ebenso als germanisch ansieht. Die überlieferten Namen seien nicht authentisch, sondern von Christen verwendete Ersatznamen, da man sich fürchtete, die richtigen Namen der als Dämonen gesehenen Gottheiten zu nennen.
Fachwissenschaftlich – etwa in der Germanistischen Mediävistik, der Nordistik oder der Slawistik – haben die Veröffentlichungen Nahodyls keine Bedeutung.

## Politische Aktivitäten
Nach eigenem Bekunden ist von Nahodyl seit seiner Studienzeit regionalpolitisch aktiv.
Mitte der 1980er wurde gegen von Nahodyl als Vorstandsmitglied der Alternativen Liste für Demokratie und Umweltschutz, dem Berliner Landesverband der Grünen, nach gegen verschiedene Parteimitglieder erhobenen Rechtsextremismus-Vorwürfen ein Parteiausschlussverfahren beantragt. Von Nahodyl bestritt jegliche diesbezügliche Verbindungen. Nach einer Zeit bei der SPD ist von Nahodyl seit 2013 bei der AfD aktiv. Er kandidierte für diese 2014 sowohl bei der Kreistagswahl von Potsdam-Mittelmark als auch für die Stadtverordnetenversammlung in Bad Belzig. Laut Eigenaussage sei er jedoch kein Freund der „in der Politik üblichen Kungeleien“ und habe deshalb seine Tätigkeiten in diesem Bereich inzwischen wieder beendet. 2019 trat er erneut für die AfD bei der Wahl zur Stadtverordnetenversammlung Bad Belzig an und wurde mit dem stärksten Einzelergebnis (987 Stimmen) gewählt.

## Sonstiges
Im 2007 veröffentlichten Dokumentarfilm Roots Germania der deutsch-ghanaischen Moderatorin Mo Asumang ist Árpád von Nahodyl gemeinsam mit seiner Frau zu sehen, sie führen dort im Wald bei einem germanischen Kultplatz ein heidnisches Ritual durch. Dabei betont von Nahodyl Gemeinsamkeiten der Glaubensvorstellungen der Germanen mit denen in Subsahara-Afrika.

## Veröffentlichungen

### Sachbücher
- Heilige Runen. Zauberzeichen des Nordens. Ullstein Verlag, München 2004, ISBN 3-548-74105-3.
- Götter, Mythen, Jahresfeste – Heidnische Naturreligion. Kersken-Canbaz Verlag, Holdenstedt 2004, ISBN 3-89423-125-4.
- Die Wurzeln von Weihnacht und Ostern – Heidnische Feste und Bräuche. Kersken-Canbaz Verlag, Holdenstedt 2006, ISBN 3-89423-132-7.
- Kommentar zu den Götterliedern der Edda – Teil 1 Die Odinslieder. Kersken-Canbaz Verlag, Holdenstedt 2008, ISBN 978-3-89423-133-0.
- Kommentar zu den Götterliedern der Edda – Teil 2, Die Thorslieder. Kersken-Canbaz Verlag, Holdenstedt 2012, ISBN 978-3-89423-133-0.
- Im Roulette gewinnen. Mit welcher Strategie man im Roulette oder Lotto gewinnt. Kersken-Canbaz Verlag, Holdenstedt 2013, ISBN 978-3-89423-135-4.
- Kommentar zu den Götterliedern der Edda – Teil 3 Die Vanenlieder. Kersken-Canbaz Verlag, Holdenstedt 2014, ISBN 978-3-89423-136-1.
- Die Sprache der Vögel. Deutung von Angang, Flug und Stimme der Vögel. Kersken-Canbaz Verlag, Holdenstedt 2014, ISBN 978-3-89423-137-8.
- Zukunftsschau mit Spielkarten. Kersken-Canbaz Verlag, Holdenstedt 2014, ISBN 978-3-89423-138-5.
- Zukunftsschau mit Runen. Kersken-Canbaz Verlag, Holdenstedt 2015, ISBN 978-3-89423-139-2.
- Zukunftsschau mit Würfeln. Kersken-Canbaz Verlag, Holdenstedt 2015, ISBN 978-3-89423-142-2.
- Zukunftsschau aus dem Namen. Kersken-Canbaz Verlag, Holdenstedt 2015, ISBN 978-3-89423-141-5.
- Zukunftsschau mit Tarotkarten. Kersken-Canbaz Verlag, Holdenstedt 2015, ISBN 978-3-89423-140-8.
- Kultstätten im Fläming. Heiligtümer, Hexen- und Blocksberge, Opfersteine, Quellen und Spuckschlösser. Telesma-Verlag, Treuenbrietzen 2015, ISBN 978-3-944064-55-0.
- Adel im Fläming. Hundert Familien, die Geschichte und Kultur des Flämings maßgeblich gestaltet und geprägt haben. Arnshaugk Verlag, Neustadt an der Orla 2015, ISBN 978-3-944064-54-3.

### Romane
- Charlotte. Eine Liebe in Berlin, Books on Demand, Norderstedt 2019, ISBN 978-3-7494-5120-3.